# Vitkronad turako
Vitkronad turako (Tauraco leucolophus) är en fågel i familjen turakor inom ordningen turakofåglar.

## Utbredning och systematik
Fågeln förekommer i skogsområden vid floder i ett område som sträcker sig från sydöstligaste Nigeria och norra Kamerun österut till västra och södra Sydsudan, nordöstra Demokratiska republiken Kongo, norra Uganda och västra Kenya. Den behandlas som monotypisk, det vill säga att den inte delas in i några underarter.

## Status och hot
Arten har ett stort utbredningsområde, men tros minska i antal, dock inte tillräckligt kraftigt för att den ska betraktas som hotad. Internationella naturvårdsunionen IUCN listar arten som nära hotad (LC).